# Искаков, Асылбек Исабаевич
Асылбек Исабаевич Искаков (род. 16 октября 1998, Бишкек) — киргизский футболист, полузащитник клуба «Абдыш-Ата» .

## Биография
Начинал карьеру в фарм-клубах «Абдыш-Аты» — «Живое Пиво» и «Наше Пиво». В 2016 году в составе «Живого» стал серебряным призёром Первой лиги Кыргызстана, а в 2018 году в составе «Нашего» Искаков одержал победу в данном турнире. В 2019 году стал выступать за основной состав «Абдыш-Аты». Дебют в чемпионате Кыргызстана состоялся 6 апреля 2019 года в матче против «Академии-Лидер» (1:2). В 2022 году Искаков вместе с «Абдыш-Атой» оформил золотой дубль — став чемпионом и обладателем Кубка Кыргызстана.

## Достижения
- Чемпион Кыргызстана: 2022
- Обладатель Кубка Кыргызстана: 2022
- Финалист Кубка Кыргызстана: 2023
- Победитель Первой лиги Кыргызстана: 2018